# Acció del 21 de maig de 1918
L'acció del 21 de maig de 1918 va ser un enfrontament naval de la Primera Guerra Mundial lluitat entre un iot armat estatunidenc i un U-boot alemany a l'oceà Atlàntic, davant d'Espanya.

## Antecedents
Al maig de 1918, ja feia quatre anys que la Gran Guerra s'estava lliurant i els alemanys estaven fent tots els esforços possibles per enfonsar vaixells enemics que transportaven combustible a Europa.
El 24 de maig de 1918, l'USS Christabel, sota el comandament del Lieutenant Commander M. B. McCord, va albirar una taca d'oli mentre escortava el lent vaixell de vapor britànic Danse des del nord de La Pallice fins a la badia de Quiberon. Aquest oli era d'un U-boot alemany, comandat pel capità de corbeta Wilhelm-Kisewetter, que estava a prop.
El Danse estava aproximadament a 7 milles nàutiques (13 km) darrere del comboi principal dels vaixells mercants aliats, que navegava a 7,5 nusos 13,9 km/h) junt amb l'USS Christabel que estava a la seva amura de babord. L'Atlàntic Nord estava en calma, el temps era clar i no hi havia vent.

## L'acció
Quan el comboi aliat estava a 1,7 milles nàutiques (3,2 km) d'Île d'Yeu, es va albirar una marea negra ben definida entre el vaixell de guerra americà i el vapor britànic, de proa a babord del Danse. L'USS Christabel va creuar a la taca per a observar-la millor, però no va veure cap indici de la presència d'un submarí alemany. El comboi va seguir per una estona fins que, a les 17.20 h, un oficial de coberta d'un lloc d'observació va descobrir el deixant del SM UC-56 a uns 550 m de l'amura de babord.
L'USS Christabel, que estava en aquell moment a 270 m de l'amura de babord del Danse, es va dirigir directament cap al deixant a velocitat màxima, que era de 10,5 nusos (19,4 km/h), amb la qual cosa el deixant va desaparèixer i es van observar una sèrie de taques d'oli. El submarí aparentment s'havia submergit. L'oficial estatunidenc al comandament va ordenar a l'USS Crhistabel seguir aquest rastre d'oli durant tant de temps com fos possible i, a les 17.24 h, creient que el seu vaixell estava just per sobre de submarí, va deixar caure una càrrega de profunditat, però no es va observar cap resultat després de l'explosió. De moment, l'acció va acabar i les embarcacions aliades va continuar cap al nord.
A les 19.00 h, el comboi va canviar de rumb, seguint el contorn de la costa espanyola a 9 nusos (17 km/h). Després de dues hores, l'USS Christabel va albirar de nou el submarí. Aquest cop, a les 20.52 h, l'USS Christabel estava a popa, navegant a 11 nusos (20 km/h) per a reunir-se de nou amb el comboi. El submarí alemany va ser albirat pels sentinelles, que van veure un periscopi més o menys a 180 m de la banda d'estribord. Es va notificar ràpidament al seu comandant i l'USS Christabel es va dirigir cap al submarí quan el periscopi va desaparèixer sota l'aigua.
A les 20.55 h es va llençar una càrrega de profunditat, que va detonar 10 segons després. Un moment després, es va llençar una segona càrrega. No es va escoltar cap explosió després de l'explosió de la primera càrrega, però després de l'explosió de la segona càrrega de profunditat es va escoltar una tercera explosió «molt violenta» i va aparèixer una columna d'aigua a popa de l'USS Christabel. Es va observar una «enorme» quantitat de deixalles barrejades amb la columna d'aigua de la tercera explosió. A continuació, es va ordenar a l'USS Christabel de girar cua i navegar en les proximitats on es creia que podria estar el submarí. La tripulació de l'embarcació armada estatunidenca van veure oli negre espès i grans trossos de fusta. També van veure moltes grans bombolles de petroli que s'eleven a la superfície, que sens dubte pertanyien al SM UC-56.
Res més es va saber d'aquest submarí abans que sortís més tard a la superfície; no va ser capaç de submergir-se de nou a causa dels danys de combat.

## Conseqüències

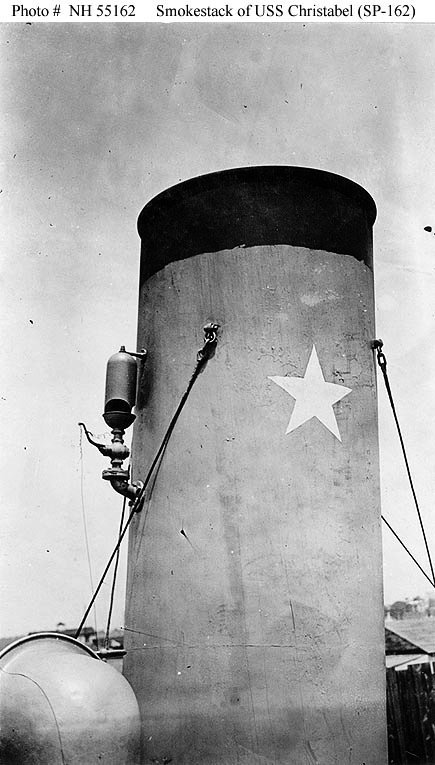
Estrella blanca de lUSS Christabel

En algun moment, durant el llançament de les càrregues de profunditat, unes quantes càrregues es van deixar anar i l'ensign Daniel Augustus Joseph Sullivan va reaccionar ràpidament saltant sobre elles per a assegurar-les abans que poguessin detonar. Es va concedir a Sullivan la Medalla d'Honor per «heroisme extraordinari» en aquesta acció.
Al 24 de maig de 1918, el submarí va arribar a Santander (Espanya), després d'un perillós viatge de tres dies greument danyat. La tripulació del SM UC-56 va ser tancada; els alemanys van informar les autoritats espanyoles que el seu submarí va ser seriosament danyat per l'USS Christabel i que no havien tingut més remei que refugiar-se en un port neutral.
Al principi es va pensar que el iot va enfonsar el submarí alemany, pel que es va pintar en la xemeneia de l'USS Christabel l'estrella blanca tradicional que representava els submarins enfonsats. Tot i que en realitat el vaixell estatunidenc no va enfonsar el vaixell alemany, l'USS Christabel va protegir el seu comboi i va causar danys seriosos en un submarí enemic.
Cap vaixell aliat va ser danyat perquè el submarí va ser descobert abans de l'atac i se'l va atacar abans que es pogués alinear per a atacar. No es va informar de les baixes alemanyes.